# ریدسون (ویرجینیای غربی)
ریدسون (به انگلیسی: Reedson) یک منطقهٔ مسکونی در ایالات متحده آمریکا است که در شهرستان جفرسون، ویرجینیای غربی واقع شده‌است.